# جوزيف هوفمان (كاتب)
جوزيف هوفمان (بالإنجليزية: Joseph Hoffman)‏ هو كاتب سيناريو أمريكي، ولد في 1909 في نيويورك في الولايات المتحدة، وتوفي في 25 مايو 1997 في لوس أنجلوس في الولايات المتحدة.

## وصلات خارجية
- جوزيف هوفمان على موقع IMDb (الإنجليزية)
- جوزيف هوفمان على موقع قاعدة بيانات الفيلم (الإنجليزية)